# 魔女福音
《阿拉蒂娅：魔女福音》（英語：Aradia, or the Gospel of the Witches），是美国民俗学家查尔斯·戈弗雷·利兰1899年出版的书，內容包含意大利托斯卡纳异教女巫的宗教文本、信仰及仪式。尽管许多历史学家和民俗学家質疑是否存在這群異教女巫，但《魔女福音》影響了20世纪的新异教主義及威卡教。
文本為合集。一些文本是利兰将意大利手抄本《福音》（Vangelo）翻译成英文。利兰表示，手稿來自他在意大利巫术信仰的女巫线人「马达莱娜」（Maddalena）。其余材料来自利兰对意大利民间传说和传统的研究，以及马达莱娜提供的其他才料。 1886年，利兰获悉《福音》的存在，花費11年向马达莱娜索取副本。编译又花了2年时间。《福音》的15章描绘了意大利异教巫术传统的起源、信仰、仪式和咒语。該教核心是女神阿拉蒂娅。她降世，传授农民巫术，以便農民對抗封建压迫者和天主教会。
1950年代，原先默默无闻的利兰作品，因異教巫術相關研究對殘存手稿的注意，受到關注。在此背景，学者審視《魔女福音》，對其真實性意见不一。随着学术关注增加，《魔女福音》成為異教巫術在歐洲存在的證據，且用在對加德纳巫教及其分支的历史研究。该书第一章中的一段话採用為宗教仪式。隨著熱潮，多家出版商的大量重印，其中包括 Mario 和 Dina Pazzaglini的1999年新译本。

## 文本來源
查尔斯·戈弗雷·利兰是美国作家和民俗学家。1890年代的大部分时间，利兰都在佛羅倫斯研究意大利民俗。《魔女福音》是利兰的研究成果之一，而构成该手稿的大部分内容來自一名意大利妇女。利兰和利兰的传记作者，以及他的侄女Elizabeth Robins Pennell 称她为「马达莱娜」（Maddalena）。根据与利兰同时代的朋友、民俗学家Roma Lister，马达莱娜的真名是玛格丽塔（Margherita）。玛格丽塔，是来自佛羅倫斯的“魔女”，自称拥有伊特拉斯坎人的家族血统，并通曉古代仪式。 Robert Mathiesen教授，《魔女福音》帕扎利尼译本（英語：the Pazzaglini translation）的贡献者，提到了一封马达莱娜写给利兰的信，署名是“马达莱娜·塔伦蒂”（Maddalena Talenti）。

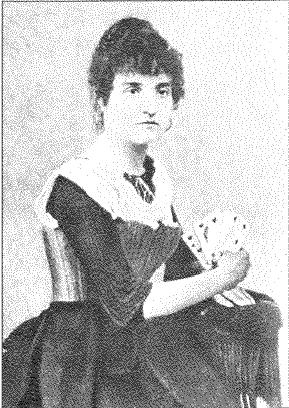
年輕算命师马达莱娜

據利兰說法，1886年，他遇见了马达莱娜。多年来，她成为利兰收集意大利民间传说的主要来源。利兰形容她属于正在消失的巫术传统。利兰写道，“通过长期的练习，[她]已经完全学会了……正是我想要的，以及如何从她的同类中提取它。”  利兰从她那里收到了数百页的材料，據以完成著作《流行传统中的伊特拉斯坎罗马遗迹》（Etruscan Roman Remains in Popular Tradition）、《从民间收集的佛羅倫斯传奇》（Legends of Florence Collected From the People）以及最终作的《魔女福音》中。利兰写道，在 1886 年“得知存在一份阐述意大利巫术教义的手稿”，并敦促马达莱娜找到它。  11年后，即1897年1月1日，利兰通过邮寄收到了《福音》（Vangelo）。该手抄本是马达莱娜的笔迹。利兰认为这是魔女“旧宗教”（英語：Old Religion）的真实文件 ，但解释说他不知道该文本是来自书面，还是口头来源。 
1897年初，利兰的编译工作完成，并提交出版。2年过去後，利兰写信要求归还手稿，以便交给另一家出版社出版。 利兰的要求促使出版社接受該书，并于1899年7月，出版了小型印刷版。 神祕學家雷蒙德·巴克兰称他是第一个在1968年通过“巴克兰巫术博物馆”出版社重印这本书的人。然而，1960年代早期，巫术崇拜者Charles "Rex Nemorensis"與Mary Cardell早已在英国重印。 此後，各個出版商不斷重印《魔女福音》，包括1998年的帕扎利尼译本（英語：the Pazzaglini translation）。

## 内容
经过11年的探索，利兰写道，他对《福音》的内容并不感到惊讶，出乎意料的段落僅在“散文诗”中。 “我也相信，在这本《魔女福音》中，”利兰在附录中评论道：“我们至少对魔女的夜宴（英語：Witches' Sabbath）的教义和仪式有个值得信赖的概述。他们崇拜禁忌的神灵，从事禁忌的行为，受到反叛社会熱情激励。” 
利兰将材料整理为15章，添加了简短的序言和附录。出版的版本还包括脚注，并且在许多地方还包留意大利语原文。《魔女福音》的大部分内容由咒语、祝福和仪式组成，但也包含故事和神话，表明受到古罗马宗教和天主教影响。神话中的主要角色包括：罗马女神黛安娜、太阳神路西法、月靈该隐，以及救世主阿拉蒂娅。 《魔女福音》的巫术既是一种施咒的方法，也是反天主教会階級制度的“對立宗教”。 

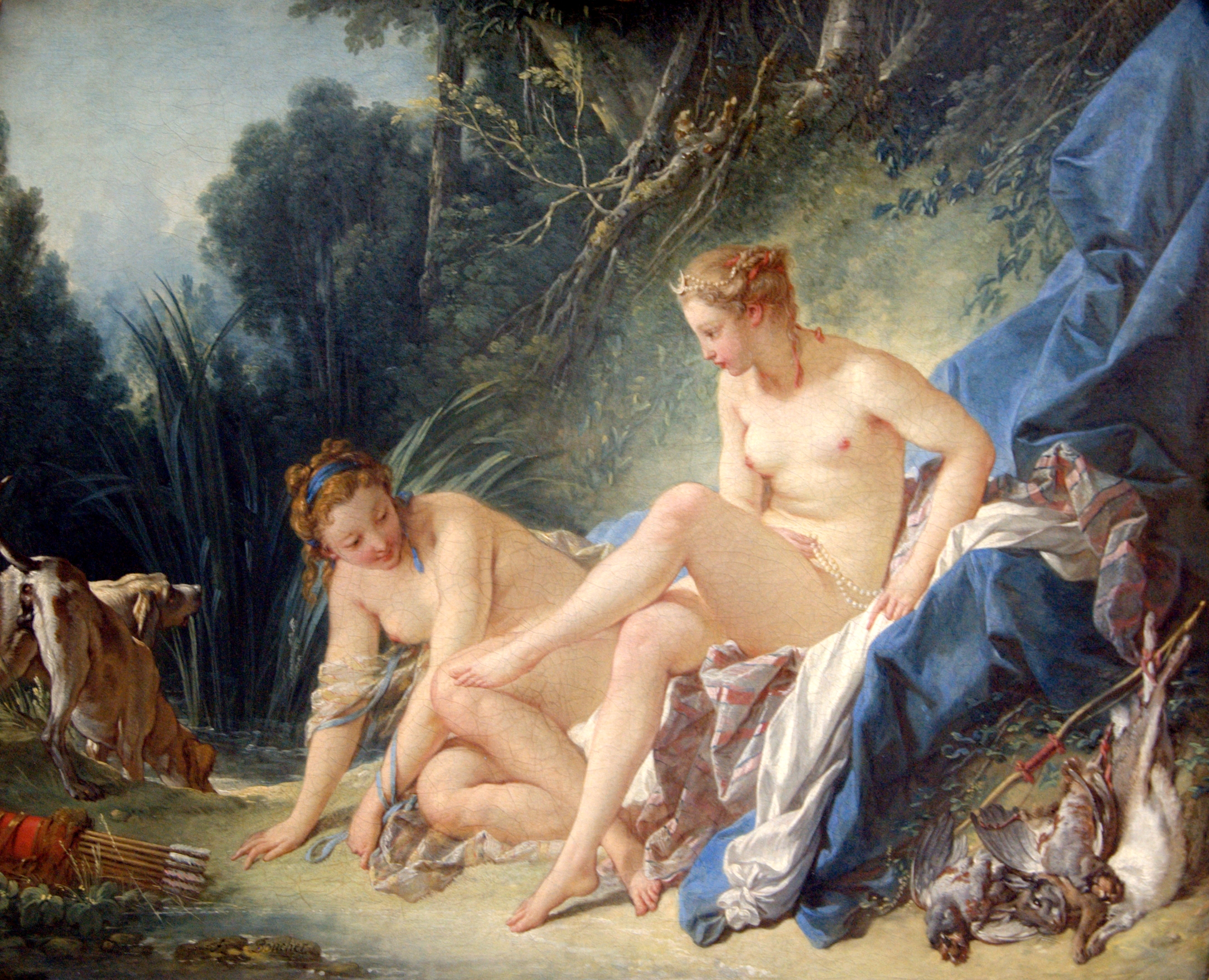
弗朗索瓦·布歇的《黛安娜出浴圖》 。女神头戴新月王冠。

《魔女福音》的個個章节都有關仪式和咒语。如：第六章中，赢得爱情的咒语；第四章中，找一块有洞的石头或圆石，唸咒，将其变成黛安娜青睐的护身符；第二章，为黛安娜、阿拉蒂娅和该隐進行的祭禮。叙事成份少，由有关巫术宗教的诞生及其神的行为的短篇故事和传说组成。利兰在附录中总结了书中的神话，写道“黛安娜是魔女女王；與希羅底（即阿拉蒂娅）合力推廣巫術；她为她的兄弟太阳神（路西法）生子；作为月亮女神，她与该隐有某种关系，该隐囚禁在月亮中。古代魔女是受封建地主压迫的人，以各种方式报复，舉辦獻給黛安娜的祭典，遭教會描述為撒旦崇拜”。  黛安娜不仅是魔女的女神，在第三章中被描述为造物主，将自己分为黑暗和光明。黛安娜化作猫诱惑太陽神路西法，生下了祂們的女儿阿拉蒂娅。黛安娜创造了“天空、星星和雨”，展现了她巫术的力量，成为“魔女女王”。第一章将原始魔女描述为逃离主人的奴隶，以“小偷和邪恶之民”的身份开始新生。黛安娜派遣女儿阿拉蒂娅，教導这些逃跑的奴隸巫术，讓她们可以利用巫术“消灭邪恶种族（压迫者）”。阿拉蒂娅的学生因此成为第一代魔女，随后继续崇拜黛安娜。利兰驚奇於這種宇宙论：“在所有其他民族的经典中，是男性......创造了宇宙；在魔女的巫术中，女性是原始原则”。 

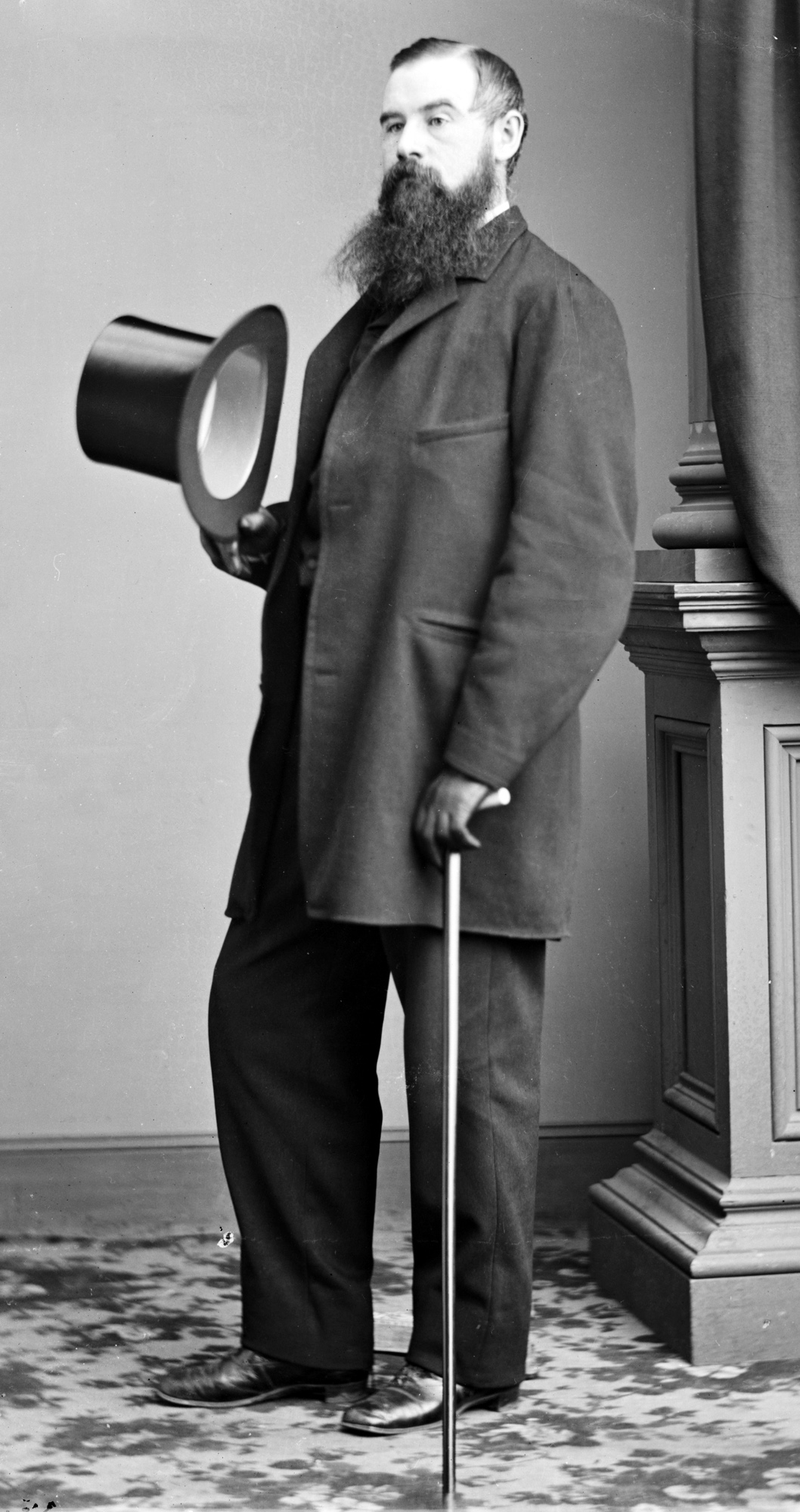
查尔斯·戈弗雷·利兰 (Charles Godfrey Leland)

## 影响威卡教和史翠蓋里亞
民俗學家薩賓娜·馬格里奧科稱《魔女福音》为“20 世纪巫术复兴的第一个真正的文本” ，并且經多次引用为深刻影響威卡教的发展。《魔女福音》支持了瑪格麗特·穆瑞的论点：早期现代和文艺复兴时期的巫术代表古代异教信仰的残余。在20世纪的英国，加德纳「重新發現」宗教巫术后， 利兰等人至少支持了这种巫術残余存在的可能性。 
女神說示，是威卡教徒常用的重要仪式。 儀式灵感来自于《魔女福音》第一章中阿拉蒂娅的演讲。演讲的部分内容出现在加德纳巫术仪式的早期版本中。  据加德纳的女祭司之一Doreen Valiente说，加德纳对Valiente认出这些材料来自利兰的书感到惊讶。Valiente随后用散文和诗歌重写了这段文字，保留了“传统”阿拉蒂娅的诗句。 一些威卡教徒使用阿拉蒂娅（Aradia）或黛安娜（Diana）指代魔女女神或女王。異教學家哈頓指出，最早的加德纳仪式使用艾尔迪亚（Airdia）一名，是亂拚了阿拉蒂娅。哈頓解釋威卡教之所以包含穿空衣等裸体仪式，是來自阿拉蒂娅： 
作为你们真正自由的标志，
你们在仪式上都应该赤身裸体
男女皆如此：直到
最后的压迫者受死； 
Robert Chartowich同意阿拉蒂娅是裸體儀式的來源，1998年帕扎利尼译本，對此句為：“男人和女人/都将赤身裸体，直到/然而，他必死/你们最後的压迫者死了”。Chartowich认为，威卡教的裸体仪式是基于利兰的错误翻译，将“在仪式中”纳入其中。 不過，意大利古代魔女確實有裸体仪式。历史学家Ruth Martin表示，意大利魔女在诵咒时常會“赤身裸体，披发散髮”。  史學家Jeffrey_Burton_Russell表示：“大约 1375 年，一位名叫玛尔塔 (Marta) 的妇女在佛羅倫斯遭受酷刑：据称她将蜡烛放在盘子周围，然后脱掉衣服，赤身裸体地站在盘子上方，做出神奇的手势”。 历史学家Franco Mormando 提到一位意大利女巫：“你瞧：在入睡的最初几个小时，这个女人打开菜园的门，全身赤裸地出来，头发全部散开，并开始做、说她各种迹象和咒语。 ” 
新异教徒（Neopagans）並不積極接受《魔女福音》。歷史學家Chas_S._Clifton表示，復興意大利异教传统的现代主张，如Leo Martello及Raven Grimassi，与《魔女福音》並不兼容。他进一步指出，新异教内部認為《魔女福音》威脅该运动主張的宗教复兴。 Doreen Valiente有另一個解釋：習慣了加德纳温和、浪漫的新异教，無法接受新異教與撒旦教有任何關係，要支持路西法是《魔女福音》中的神，“太過强烈了”。 
Chas_S._Clifton表示， 《魔女福音》深刻影響了1950至1960年代的威卡教运动领导人，但新来者的“阅读清单”上不再有 《魔女福音》的位子。 威卡教作家Stewart Farrar介绍了1998年译本，肯定了《魔女福音》的重要，“利兰对‘垂死’传统的天才研究为生机勃勃的「传统」做出了重大贡献。” 
Raven Grimassi在《史翠蓋里亞》中写了大量有关阿拉蒂娅的內容。与利兰不同，Raven Grimassi将阿拉蒂娅描绘成14世纪意大利魔女，而不是女神。  回应Chas_S._Clifton时，Raven Grimassi表示与利兰的阿拉蒂娅材料不同不代表為假，因为利兰的材料本身就有争议。

Raven Grimassi同意Doreen Valiente，即因為《魔女福音》中“包含与魔女和巫术有关的负面刻板印象”，故新异教徒無法接受。將《魔女福音》之類的作品与巫术比较，“被许多新异教徒视为一种侮辱”。 

## 文化影响
挪威古典作曲家Martin Romberg从利兰的文本中选了一首诗，为混合合唱团创作了一首由七部分组成的弥撒曲──《魔女弥撒》。
阿拉迪亞（；），即阿拉蒂娅，為創約魔法禁書目錄的登場角色。